# (529780) 2010 MQ116
2010 MQ116 ist ein großes transneptunisches Objekt im Kuipergürtel, das bahndynamisch als Scattered Disk Object (SDO) oder als Cubewano (CKBO) eingestuft wird. Aufgrund seiner Größe gehört der Asteroid möglicherweise zu den Zwergplanetenkandidaten.

## Entdeckung
2010 MQ116 wurde am 16. Juni 2010 von einem Astronomenteam, bestehend aus B. Gibson, T. Goggia, N. Primak, A. Schultz und M. Willman, im Rahmen des Pan-STARRS-Projekts mit dem 1,8-m-Ritchey Chretien-Teleskop (PS1) am Haleakalā-Observatoriums (Maui) entdeckt. Die Entdeckung wurde am 26. Juli 2016 bekanntgegeben.
Nach seiner Entdeckung ließ sich 2010 MQ116 auf Fotos bis zum 15. Juni 2010, die ebenfalls im Rahmen des Pan-STARRS-Programmes gemacht wurden, zurückgehend identifizieren und so seinen Beobachtungszeitraum um einen Tag verlängern, um so seine Umlaufbahn genauer zu berechnen. Bisher wurde der Planetoid nur durch das Pan-STARRS-Teleskop beobachtet. Im Dezember 2018 lagen insgesamt 70 Beobachtungen über einen Zeitraum von 8 Jahren vor. Die bisher letzte Beobachtung wurde im Januar 2018 auch wieder am Pan-STARRS-Teleskop (PS1) durchgeführt. (Stand 18. März 2019)

## Eigenschaften

### Umlaufbahn
2010 MQ116 umkreist die Sonne in 271,73 Jahren auf einer leicht elliptischen Umlaufbahn zwischen 34,48 AE und 49,42 AE Abstand zu deren Zentrum. Die Bahnexzentrizität beträgt 0,178, die Bahn ist 30,83° gegenüber der Ekliptik geneigt. Derzeit ist der Planetoid 47,01 AE von der Sonne entfernt. Das Perihel durchläuft er das nächste Mal 2113, der letzte Periheldurchlauf dürfte also im Jahre 1842 erfolgt sein.
Marc Buie (DES) klassifiziert den Planetoiden als SDO, während vom Minor Planet Center keine spezifische Einstufung existiert; letzteres ordnet ihn als Nicht-SDO und allgemein als «Distant Object» ein. Das Johnston’s Archive führt ihn dagegen als Cubewano auf, wobei er zu den bahndynamisch «heißen» klassischen KBO gehören würde.

### Größe
Derzeit wird von einem Durchmesser von 358 km ausgegangen, basierend auf einem Rückstrahlvermögen von 8 % und einer absoluten Helligkeit von 5,7 m. Ausgehend von diesem Durchmesser ergibt sich eine Gesamtoberfläche von etwa 403.000 km2. Die scheinbare Helligkeit von 2010 MQ116 beträgt 22,32 m.
Da es denkbar ist, dass sich 2010 MQ116 aufgrund seiner Größe im hydrostatischen Gleichgewicht befindet und somit weitgehend rund sein könnte, erfüllt er möglicherweise die Kriterien für eine Einstufung als Zwergplanet. Mike Brown geht davon aus, dass es sich bei 2010 MQ116 um vielleicht einen Zwergplaneten handelt.
| Jahr                                         | Abmessungen km | Quelle   |
| -------------------------------------------- | -------------- | -------- |
| 2018                                         | 386,0          | Johnston |
| 2018                                         | 358,0          | Brown    |
| Die präziseste Bestimmung ist fett markiert. |                |          |